# Medalha Max Delbrück
A Medalha Max Delbrück (em alemão:  Max-Delbrück-Medaille) é uma condecoração científica concedida desde 1992 pelo Centro Max Delbrück de Medicina Molecular (MDC), denominada em memória do biofísico Max Delbrück. É concedida por ocasião das Berlin Lectures on Molecular Medicine, que o MDC organiza anualmente com outras instituições de pesquisa de Berlim e a Schering Forschungsgesellschaft.

## Recipientes
- 1992: Günter Blobel (Nobel de Fisiologia ou Medicina 1999)
- 1993: não houve premiação
- 1994: Sydney Brenner(Nobel de Fisiologia ou Medicina 2002)
- 1995: Jean-Pierre Changeux
- 1996: Robert Allan Weinberg
- 1997: Charles Weissmann
- 1998: Svante Pääbo
- 1999: Paul Berg (Nobel de Química 1980)
- 2000: Joan Steitz
- 2001: Eric Lander
- 2002: Roger Tsien (Nobel de Química 2008)
- 2003: Ronald Davies Graham McKay
- 2004: Victor Joseph Dzau
- 2005: Tom Rapoport
- 2006: Rudolf Jaenisch
- 2007: Thomas Tuschl
- 2008: William Erwin Paul
- 2009: Klaus Rajewsky
- 2010: Susan Lindquist[1]
- 2011: Hans Robert Schöler[2]
- 2013: Irving Weissman[3]